# 橋本絵莉子波多野裕文
橋本絵莉子波多野裕文（はしもとえりこ はたのひろふみ）は、2017年に結成した日本の音楽ユニットである。

## メンバー
| 氏名                            | パート                                                                 |
| ------------------------------- | ---------------------------------------------------------------------- |
| 橋本 絵莉子 （はしもと えりこ） | ボーカル シロフォン キーボード ドラムス コーラス パーカッション ギター |
| 波多野 裕文 （はたの ひろふみ） | ボーカル ギター ベース キーボード バンジョー パーカッション            |

## 来歴
2016年
- 5月、自分の作る曲に対して自信を失っていた橋本が、「自分以外の誰かが作った曲を歌いたい」という願望をきっかけに「以前からファンだった」と語る波多野にメールで楽曲提供を依頼。
- 夏以降、プリプロダクションを重ねる。
- 年末、レコーディングを開始。

2017年
- 1月、アルバム『橋本絵莉子波多野裕文』全9曲のレコーディングを完了。
- 4月12日、「トークトーク」のミュージックビデオを公開。また同曲の先行配信が開始される。
- 6月16日、「飛翔」のリリックビデオが公開される。また同曲の先行配信が開始される。
- 6月21日、1stアルバム『橋本絵莉子波多野裕文』をリリース。
- 6月26日、アルバム発売を記念したアウトストアイベント「橋本絵莉子波多野裕文 ミニライブ＆トークトーク」を開催。

2023年
- 5月26日、音楽フェス「森、道、市場 2023」に出演。結成から6年越しとなる初のライブイベント出演となった。

2024年
- 8月、「MONSTER baSH 2024」に出演予定。

## ミュージックビデオ
| 監督     | 曲名                     |
| -------- | ------------------------ |
| 残酷tone | 「飛翔」「トークトーク」 |